# Водовод Манила
Водоводна компанија Манила Inc. — скраћено MWC, познатија као Водовод Манила (енгл. Manila Water), једини је пружалац услуга довода воде и одвода отпадних вода за више од 6 милиона људи који живе у градовима и општинама које чине Источну зону области Велике Метро Маниле на Филипинима. Подружница је најстаријег конгломерата у земљи, Корпорације „Ајала”, у партнерству са британским и јапанским инвеститорима.
Основан 6. јануара 1997. године, водовод Манила је почео с радом 1. јануара 2000. године и постао јавно пописана компанија 18. марта 2005. године. Био је источни концесионар Метрополитенског водоводног и канализационог система током приватизације 1. августа 1997. године, док је водовод Мајнилад био источни концесионар. Концесиони уговор потписан са MWSS на 25 година требало би да истекне 2022. године.

## Историја
Водовод Манила је подружница Корпорације „Ајала” (енгл. Ayala Corporation), филипинског најстаријег конгломерата, у партнерству са британским и јапанским инвеститорима. Инкорпорисан 6. јануара 1997. године, водовод Манила је почео с радом 1. јануара 2000. године, а јавно пописана компанија постао је 18. марта 2005. године. Када је Метрополитенски водоводни и канализациони систем (енгл. Metropolitan Waterworks and Sewerage System, MWSS) приватизован 1. августа 1997. године, постао је источни концесионар; Водовод Мајнилад Inc. (енгл. Maynilad Water Services, Inc.) постао је западни концесионар. Концесиони уговор потписан на 25 година са MWSS треба да истекне 2022. године. Дана 12. децембра 2007. године, Булакан и Метрополитенски водоводни и канализациони систем (MWSS) потписали су уговор за развој великог пројекта водоснабдевања, вредног 11 милијарди филипинских пезоса. Објављено је да ће се за имплементацију пројекта побринути водовод Манила. MWSS и водовод Манила би омогућили финансијски пакет у форми инфраструктурног улагања: помоћ за развој у износу од 10 милиона пезоса и краљевску надокнаду од 10 милиона пезоса за градиће Норсагарај и Доња Ремедиос Тринидад, где би главни центар пројекта за водоснабдевање требало да се налази.
Године 2009, водовод Манила је постао власник компаније која доводи воду до развојних подручја у Лагуни, јужно од Маниле. Кроз своју подружницу чији је власник у целости, Водоводне корпорације AAA (енгл. AAA Water Corp) — скраћено AWC, водовод Манила је добио 70% удела у Водоводној корпорацији AAA Лагуна, заједничким улагачким пројектом провинцијалне владе Лагуне и AWC. Компанија заједничког пројекта опслужује градове Санта Роса, Бињан и Кабујао, где се налази и неколико међународних гиганта као што је Несле, Форд и Кока-кола, те велики индустријски паркови.
Године 2010, водовод Манила и Филипинска туристичка управа (владина агенција) иницирали су заједнички улагачки пројекат по имену „Водовод Боракај Ајланд Co.” (енгл. Boracay Island Water Co.). Уз почетни капитал од 300 милиона пезоса (приближно тадашњих 6,5 милиона долара), те концесиони 25-годишњи уговор, компанија је добила задатак да развија, управља и контролише водоводним и канализационим системом филипинске најпопуларније туристичке дестинације.
Компанија је делокруг проширила и на друга места азијско-пацифичког региона, са уговорима за управљање и/или инвестицијама у Вијетнаму, Индији и Аустралији.
Фебруара 2012. године, водовод Манила је саопштио да је његов конзорцијум са партнерима Развојна корпорација Вискал (енгл. Viscal Development Corp.) и Стејтланд Inc. (енгл. Stateland Inc.) добио велики пројекат водоснабдевања Себуа, и то северних и централних области провинције. Провинцијална влада Себуа и конзорцијум требало је да заједнички спроводе пројекат у дело, са процентним уделом 49:51 (редом).

## Извор воде

### Брана Ангат
Ангат је бетонски резервоар воде који прави насип ХЕ бране и којим се водом опслужује метрополитенско подручје Маниле. Био је део водоводног система Ангат — Ипо — Ла Меса. Резервоар задовољава око 90 посто потреба сирове воде која се користи у Метро Манили а доводи и одводи кроз јединице Метрополитенског водоводног и канализационог система, те наводњава око 28.000 хектара земљопоседа које обрађују људи у провинцијама Булакан и Пампанга.

## Подручје опслуживања
Водовод Манила данас опслужује преко 6 милиона људи у свом концесионом делокругу:
Унутар Метро Маниле (Источна зона)
- Макати (осим југозападног дела)
- Мандалујонг
- југоисточни део Маниле
- Марикина
- Пасиг
- Патерос
- централни и источни делови Кезон Ситија
- Сан Хуан
- Тагиг

Ван Метро Маниле (Западна зона)
- провинција Ризал

Године 2009, 25-годишњи концесиони уговор са Метрополитенским водоводним и канализационим системом продужен је на још 15 година.

## Друштвена одговорност
Недуго након преузимања свог концесионог подручја, водовод Манила је развио програм за довод пијаће воде по приступачним ценама за урбане сиромашне заједнице. Назван „Вода за заједницу” а неретко и „Вода за сиромашне” (фил./таг. ; енгл. Water for the Community, Water for the Poor), програм тренутно пружа помоћ за 1,6 милиона грађана. Такође, годинама је развијао и допунске програме за довод воде и санитацију за јавне школе, јавне маркете, градске затворе, болнице и сиротишта. Поред овога има и образовни програм по имену „Траг воде” (фил./таг. ; енгл. Water Trail), којим се информишу сарадници о ланцима водоснабдевања.
Године 2004, водовод Манила је основао Групу за одрживи развој (енгл. Sustainable Development Cluster), унутрашњи комитет за надгледање агенде одрживог развоја компаније. Следеће године је постао прва филипинска компанија која је објавила Извештај о одрживости (енгл. Sustainability Report) поштујући све смернице које за исти прописује Глобална иницијатива за извештаје (енгл. Global Reporting Initiative, GRI). Остале подружнице Корпорације „Ајала” су убрзо почеле да се угледају на овај пример да би јавно обзнаниле како извршавају своје обавезе мерења, резимирања и побољшавања учинка на пољу одрживости које показују индикатори економских, околишних и услова рада.

## Подружнице
- Корпорација за укупна решења Водовода Манила
- Међународна решења Водовода Манила Inc.
- Филипински подухвати Водовода Манила Inc.
  - Корпорација Водовод Кларк (енгл. Clark Water Corporation)
  - Водоводна компанија Боракај Ајланд Inc. (енгл. Boracay Island Water Company, Inc.)
  - Корпорација Водовод Лагуна AAA (енгл. Laguna AAA Water Corporation)
  - Конзорцијум Водовода Манила Inc.
    - Развијени Водовод Себу Манила Inc. (енгл. )
- Водовод Манила Азија Пацифик Pte. Ltd.
  - Холдинзи Водовода Манила у Југоисточној Азији Pte. Ltd.
    - Компанија Водовод и канализација Су Чи Ltd. (енгл. Cu Chi Water Supply Sewerage Company Ltd.)
    - Инфраструктура Водовода Саигон (енгл. Saigon Water Infrastructure)
    - Акционарско друштво за решења Водовода Манила (енгл. )

  - Холдинзи Водовода Кен-донг Pte. Ltd.
  - Холдинзи Водовода Ту-дук Pte. Lte. (енгл. ThuDuc Water Holdings Pte. Lte.)
  - Холдинзи Северозападног Саигона Pte. Ltd.
- Водоводна компанија Замбоанга Inc.
- Инфраструктура Компаније Водовод Северни Давао (енгл. Davao Del Norte Water Infrastructure Company, Inc.)
  - Водоводна компанија Тагум Inc. (енгл. Tagum Water Company, Inc.)[13]